# 100年フード
100年フード（ひゃくねんフード）は、日本の文化庁が認定する日本の食文化。
日本各地には自然風土や歴史に根付いた多様な食文化がある。歴史性のあるものは文化財としての登録も行われるが、そういったもの以外で、世代を超えて受け継がれ、長らくその地域で愛され続ける食文化を「100年フード」として文化庁が認定する。また、100年フード宣言として地域の関係者、地方自治体が、そういった伝統的な食文化の継続、継承する取り組みも行っている。

## 概要
自治体や観光協会、民間などの団体が応募し、認定された応募団体は「100年フード」ロゴマークを使うことができる。以下の3部門が設定されている。
伝統の100年フード部門
江戸時代以前から続く郷土の料理の部門。
地域の風土や歴史・風習の中で個性を活かしながら創意工夫され、育まれてきた地域特有の食文化。全国一律の食材、加工食品ではなく、地域に根差したストーリーを持つ食文化であること。
近代の100年フード部門
明治、大正に生み出された食文化の部門。
地域において、世代を超えて受け継がれ、食されてきた食文化。その地域で1人、1店舗の料理ではなく、地域に広まっている料理であると共に、二世代以上に渡って継承され、現存している食文化であること。
未来の100年フード部門
昭和以降に生み出され、100年続くことを目指している食文化の部門。
その食文化を、地域の誇りとして、100年を超えて継承することを宣言する団体が存在する食文化であること。

## 認定状況
2021年度（令和3年度）に、有識者委員会による審査を経て初回の認定が行われた。
- 2021年度（令和3年度）：131件を認定（212件の応募）[3]。
- 2022年度（令和4年度）：70件を認定[3]。
- 2023年度（令和5年度）：50件を認定[4][5]。
- 2024年度（令和6年度）：50件（28道府県）を認定[6]。

100年フードの例

- ジンギスカン（北海道）
- 宇都宮餃子（栃木県）
- へぎそば（新潟県）
- 鰹のタタキ（高知県）